# Volodja
Volodja är en svensk musikgrupp från Göteborg, som tolkar låtar av den ryske skådespelaren, sångaren och poeten Vladimir Vysotskij. De har givit ut fyra album på Barrackas Records och turnerat runt om i Sverige.

## Diskografi
- Ös på med dragspelet Aljoska, 2005
- Paradiset, 2006
- Horisonten, 2010
- Live, 2013